# San Luis de la Paz
San Luis de la Paz é um município do estado de Guanajuato, no México.